# Glinnik (gromada)
Glinnik (niepoprawnie Glinnik Nowy) – dawna gromada, czyli najmniejsza jednostka podziału terytorialnego Polskiej Rzeczypospolitej Ludowej w latach 1954-1972.
Gromadę Glinnik z siedzibą GRN w Glinniku utworzono w powiecie rawskim w woj. łódzkim, na mocy uchwały nr 37/54 WRN w Łodzi z dnia 4 października 1954. W skład jednostki weszły obszary dotychczasowych gromad Dąbrowa, Glinnik, Glinnik Nowy, Luboszewy i Marianka oraz osadę Łąki Henrykowskie z dotychczasowej gromady Henryków, obszar łąk nadpilicznych z dotychczasowej gromady Jasień i osada Łąki Bryńskie z dotychczasowej gromady Brenica ze zniesionej gminy Lubochnia, a także leśnictwo Cygan z dotychczasowej gromady Królowa Wola ze zniesionej gminy Inowłódz w tymże powiecie. Dla gromady ustalono 15 członków gromadzkiej rady narodowej.
1 lipca 1968 gromadę zniesiono, a jej obszar włączono do gromady Lubochnia w tymże powiecie.